# Heartbreak Warfare
Heartbreak Warfare è un singolo del cantautore statunitense John Mayer, pubblicato il 19 ottobre 2009 come secondo estratto dal quarto album in studio Battle Studies.

## Tracce
Download digitale
1. Heartbreak Warfare

## Formazione
- John Mayer – voce, chitarra
- Steve Jordan – batteria
- Pino Palladino – basso
- Jamie Muhoberac – tastiera